# Ірена Абендрот
Ірена А́бендрот (нім. Irene Abendroth, справжнє ім'я та прізвище Ірена Фаллер фон Драга; 14 липня 1872, Львів — 1 вересня 1932, Вайдлінг біля Відня) — австрійська оперна співачка (колоратурне сопрано), музичний педагог.

## Біографія
Народилася в сім'ї вихідців із Сілезії. Вже у 8-річному віці відрізнялась чудовим голосом, коли виступала в ліцеї у співочій капелі. Навчалась співу у Відні у Аурелії Йегер-Вільчек, потім займалась вокалом в Мілані у Франческо Ламперті та Клеофонте Кампаніні. У 1888 р. дебютувала з концертом в Карлсбаді.
У 1889 р. сімнадцятирічна співачка з успіхом дебютувала на сцені Віденської державної опери в партії Аміни («Сомнамбула» Белліні).
Потім отримала ангажемент в Ризі та Мюнхені, після чого знову повернулась у Відень, де була зайнята протягом 1894—1899 рр. Після розбіжностей з оперним режисером Густавом Малером у 1899 році, залишила Відень і поїхала в Королівський Оперний Театр в Дрездені.
З 1899 по 1908 рр. Ірена Абендрот — солістка Королівської опери Дрездена.
Дуже цінувала творчість Джакомо Пуччіні та була в Німеччині першою виконавицею головної ролі в опері «Тоска», поставленої в Дрездені у 1902 р. Визнанням її заслуг, стало присвоєння Ірені Абендрот у 1905 звання Королівської Саксонської камерної співачки.
З 1905 по 1907 приймала пропозиції і співала в оперних театрах Штутгарта, Лейпцига, Франкфурта та Праги.
З 1910 Ірена припинила свої виступи на сцені Віденьскої Опери та гастролі по Європі. Зайнялась педагогічною діяльністю, вела майстер-клас зі співу у Відні. Австрійський уряд нагородив Ірену Абендрот за довгу творчу діяльність Золотим Орденом за Заслуги.
Співачка померла у 1932 р і похована з почестями на міському кладовищі у Вейдлінгу.

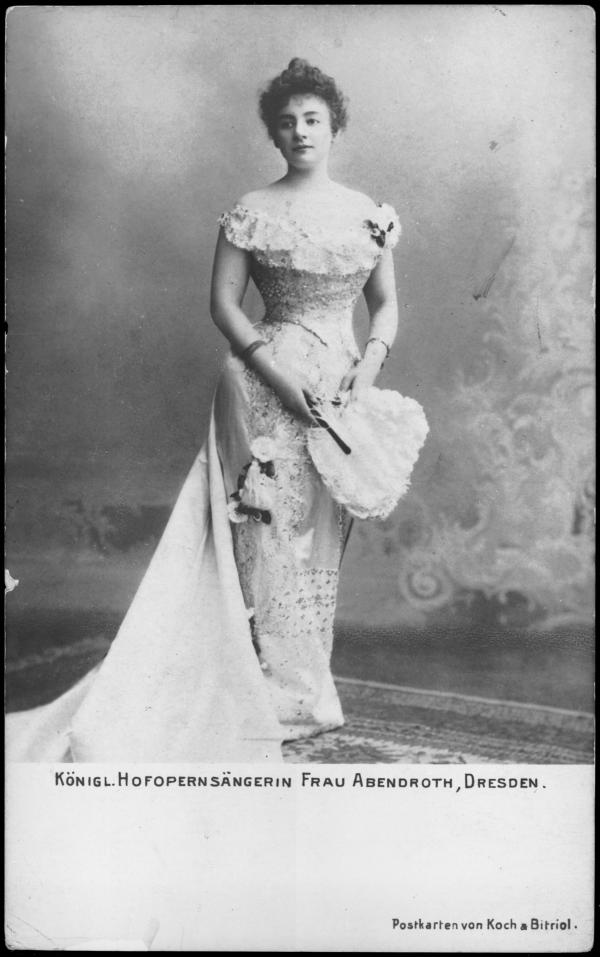
І. Абендрот

## Репертуар
Вінченцо Белліні:
- Норма (Адальджиза)
- Норма (Норма)
- «Сомнамбула» (Аміна)

Гаетано Доніцетті:
- Лючія ді Ламмермур (Лючія)

Фрідріх фон Флотов:
- Марта (Марта)

Крістоф Віллібальд Глюк:
- Альцест (Альцест)

Карл Гольдмарк:
- Цвіркун на печі (Дот)

Руджеро Леонкавалло:
- Паяци (Недда)

Альберт Лорцінг:
- Браконьєр (Баронеса Фрайман)

Джакомо Мейєрбер:
- Роберт-диявол (Ізабелла)
- Гугеноти (Маргарита де Валуа)
- Африканка (Селіка)

Вольфганг Амадей Моцарт:
- Весілля Фігаро (Сюзанна)
- Весілля Фігаро(Графиня)
- Дон Жуан (Донна Анна)
- Дон Жуан (Донна Ельвіра)
- Викрадення з сераля (Констанца)
- Чарівна флейта (Цариця ночі)

Отто Ніколаї:
- Віндзорські кумасі (фрау Флют)

Джакомо Пуччіні:
- Тоска (Тоска)
- Мадам Баттерфляй (Чіо-Чіо-Сан)

Джоаккіно Россіні:
- Севільський цирульник (Розіна)

Амбруаз Тома:
- Міньон (Міньон)

Джузеппе Верді:
- Фальстаф (Місіс Аліса Форд)
- Бал-маскарад (Амелія)
- Отелло (Дездемона)
- Ріголетто (Джильда)
- Травіата (Травіата)
- Трубадур (Леонора)

Карл Марія фон Вебер:
- Оберон (Резія, донька Гарун аль Рашида)